# Objetivo de Desarrollo Sostenible 3
El Objetivo de Desarrollo Sostenible 3 (Objetivo 3 o ODS 3) trata sobre alianzas para los objetivos y es uno de los 17 Objetivos de Desarrollo Sostenible (ODS) establecidos por las Naciones Unidas en 2015. 
El ODS 3 es: "Garantizar una vida sana y promover el bienestar para todos en todas las edades". El Objetivo tiene metas que deben alcanzarse para 2030. El progreso hacia las metas se medirá mediante indicadores.1

## 2030
Las siguientes metas para el 2030:
1. Para 2030, reducir la tasa mundial de mortalidad materna a menos de 70 por cada 100.000 nacidos vivos.
2. Para 2030, poner fin a las muertes evitables de recién nacidos y de niños menores de 5 años, logrando que todos los países intenten reducir la mortalidad neonatal al menos hasta 12 por cada 1.000 nacidos vivos.
3. Para 2030, poner fin a las epidemias del SIDA, la tuberculosis, la malaria y las enfermedades tropicales desatendidas y combatir la hepatitis, las enfermedades transmitidas por el agua.

## Organizaciones
Las organizaciones dedicadas a la salud y el bienestar son:
- Fondo Mundial para la lucha contra el SIDA, la tuberculosis y la malaria
- Programa Conjunto de las Naciones Unidas sobre el VIH/sida (ONUSIDA)
- Banco Mundial
- Organización Mundial de la Salud (OMS)
- UNICEF

## Acciones para ayudar con el objetivo
Todos podemos empezar por promover y proteger nuestra propia salud y la de nuestro entorno, tomando decisiones bien informadas, practicando relaciones sexuales seguras y vacunando a nuestros hijos.
Podemos concienciar a nuestra comunidad sobre la importancia de la buena salud y de un estilo de vida saludable, y podemos dar a conocer el derecho de todas las personas a acceder a unos servicios de salud de calidad.
Podemos actuar a través de las escuelas, clubes, equipos y organizaciones para promover una mejor salud para todos, especialmente para los más vulnerables, como las mujeres y los niños.
Y podemos también exigir a los gobiernos, los dirigentes locales y otros responsables de la adopción de decisiones que rindan cuentas por su compromiso de mejorar el acceso de las personas a la salud y la asistencia sanitaria.